# Liga Juniorów na żużlu
Liga Juniorów na żużlu – młodzieżowe drużynowe rozgrywki żużlowe organizowane od sezonu 2008. Rozgrywki składają się z 8 turniejów. W każdym z nich rywalizacja przebiega tak samo jak w 21-biegowym turnieju par. W każdych zawodach startuje siedem drużyn Ekstraligi żużlowej. Jedna z ekstraligowych drużyn zawsze będzie pauzować. W Lidze Juniorów startować mogą wyłącznie zawodnicy z polską licencją żużlową.

## Medaliści
| Rok                                     | Złoto                    | Srebro                   | Brąz                     | Źr. |
| --------------------------------------- | ------------------------ | ------------------------ | ------------------------ | --- |
| 2008                                    | Unia Leszno              | Speedway Stal Rzeszów    | WTS Wrocław              |     |
| 2009                                    | Unia Leszno              | ZKŻ Zielona Góra         | Stal Gorzów Wielkopolski |     |
| 2010                                    | Stal Gorzów Wielkopolski | Polonia Bydgoszcz        | Unia Leszno              |     |
| 2011                                    | ZKŻ Zielona Góra         | Unibax Toruń             | Włókniarz Częstochowa    |     |
| 2012                                    | Unia Leszno              | GKS Wybrzeże Gdańsk SA   | Unia Tarnów              |     |
| 2013                                    | Unibax Toruń             | Stal Gorzów Wielkopolski | Włókniarz Częstochowa    |     |
| 2014                                    | Włókniarz Częstochowa    | Unia Leszno              | ZKŻ Zielona Góra         |     |
| 2015                                    | WTS Wrocław              | Stal Gorzów Wielkopolski | Speedway Stal Rzeszów    |     |
| 2016                                    | Unia Leszno              | WTS Wrocław              | ZKŻ Zielona Góra         |     |
| W latach 2017–2019 Ligi nie rozgrywano. |                          |                          |                          |     |
| 2020                                    | ZKŻ Zielona Góra         | Włókniarz Częstochowa    | Speedway Lublin          |     |

## Klasyfikacja medalowa
Stan po sezonie 2020
| Lp. | Klub                     | Złoto | Srebro | Brąz | Razem |
| --- | ------------------------ | ----- | ------ | ---- | ----- |
| 1.  | Unia Leszno              | 4     | 1      | 1    | 6     |
| 2.  | ZKŻ Zielona Góra         | 2     | 1      | 2    | 5     |
| 3.  | Stal Gorzów Wielkopolski | 1     | 2      | 1    | 4     |
| 4.  | Włókniarz Częstochowa    | 1     | 1      | 2    | 4     |
| 5.  | WTS Wrocław              | 1     | 1      | 1    | 3     |
| 6.  | Unibax Toruń             | 1     | 1      | –    | 2     |
| 7.  | Speedway Stal Rzeszów    | –     | 1      | 1    | 2     |
| 8.  | Polonia Bydgoszcz        | –     | 1      | –    | 1     |
| 8.  | GKS Wybrzeże Gdańsk SA   | –     | 1      | –    | 1     |
| 10. | Unia Tarnów              | –     | –      | 1    | 1     |
| 10. | Speedway Lublin          | –     | –      | 1    | 1     |